# Back to Me (Lindsay Lohan)
Back to Me è un singolo della cantante statunitense Lindsay Lohan, pubblicato il 3 aprile 2020.

## Tracce
Testi e musiche di Alma, Chiara Hunter e Mark Ralph.
Download digitale
1. Back to Me – 2:53

Download digitale – Dave Audé Remix
1. Back to Me (feat. Dave Audé) – 3:45

## Formazione
- Lindsay Lohan – voce
- Alma – testo e musica
- Chiara Hunter – testo e musica
- Mark Ralph – testo e musica, produzione, missaggio
- Ross Fortune – ingegneria acustica, programmazione
- Tom A.D Fuller – ingegneria acustica, programmazione
- Dennis White – programmazione
- Cameron Gower Poole – produzione vocale